# Wölfershausen (Heringen)
Wölfershausen ist ein Stadtteil von Heringen (Werra) im osthessischen Landkreis Hersfeld-Rotenburg.

## Geographie
Wölfershausen liegt in Osthessen am Herfabach, südwestlich des Hauptortes an der Werra. Durch den Ort verlaufen die Landesstraßen 3255 und 3306.

## Geschichte

### Ortsgeschichte
Erstmals urkundlich erwähnt wird das Dorf im Jahre 1397 mit dem Ortsnamen Wulfirshus.
Als Margarethe von Heringen im Jahre 1432 das gesamte, von der Abtei Fulda zu Lehen gehaltene Gericht Heringen an den Landgrafen Ludwig I. von Hessen verkaufte, kam die dazugehörige damalige Wüstung „Wulfershusen“ an Hessen und mit dem gesamten Gericht zum Amt Friedewald.
1585 wurde die erste Kirche im wieder besiedelten Ort erbaut.
Am 15. September 1968 wurde Wölfershausen im Vorfeld der Gebietsreform in Hessen auf freiwilliger Basis nach Heringen (Werra) eingemeindet, das 1977 Stadtrecht erhielt.
Für Wölfershausen wie für alle im Zuge der Gebietsreform nach Heringen eingegliederten Gemeinden wurde je ein Ortsbezirk mit Ortsbeirat und Ortsvorsteher nach der Hessischen Gemeindeordnung gebildet.

### Einwohnerentwicklung
Quelle: Historisches Ortslexikon
| • 1553: | 34 Hausgesesse   |
| • 1579: | 37 Hausgesesse   |
| • 1747: | 36 Haushaltungen |

| Wölfershausen: Einwohnerzahlen von 1834 bis 2020 | Wölfershausen: Einwohnerzahlen von 1834 bis 2020 | Wölfershausen: Einwohnerzahlen von 1834 bis 2020 | Wölfershausen: Einwohnerzahlen von 1834 bis 2020 | Wölfershausen: Einwohnerzahlen von 1834 bis 2020 |
| --- | ------------------------------------------------ | ------------------------------------------------ | ------------------------------------------------ | ------------------------------------------------ |
| Jahr |                                                  |                                                  |                                                  | Einwohner                                        |
| 1834 | 1834                                             |                                                  | 310                                              | 310                                              |
| 1840 | 1840                                             |                                                  | 309                                              | 309                                              |
| 1846 | 1846                                             |                                                  | 327                                              | 327                                              |
| 1852 | 1852                                             |                                                  | 346                                              | 346                                              |
| 1858 | 1858                                             |                                                  | 379                                              | 379                                              |
| 1864 | 1864                                             |                                                  | 366                                              | 366                                              |
| 1871 | 1871                                             |                                                  | 283                                              | 283                                              |
| 1875 | 1875                                             |                                                  | 293                                              | 293                                              |
| 1885 | 1885                                             |                                                  | 254                                              | 254                                              |
| 1895 | 1895                                             |                                                  | 257                                              | 257                                              |
| 1905 | 1905                                             |                                                  | 348                                              | 348                                              |
| 1910 | 1910                                             |                                                  | 388                                              | 388                                              |
| 1925 | 1925                                             |                                                  | 549                                              | 549                                              |
| 1939 | 1939                                             |                                                  | 903                                              | 903                                              |
| 1946 | 1946                                             |                                                  | 1.317                                            | 1.317                                            |
| 1950 | 1950                                             |                                                  | 1.329                                            | 1.329                                            |
| 1961 | 1961                                             |                                                  | 1.609                                            | 1.609                                            |
| 1967 | 1967                                             |                                                  | 1.595                                            | 1.595                                            |
| 1970 | 1970                                             |                                                  | 1.570                                            | 1.570                                            |
| 1980 | 1980                                             |                                                  | ?                                                | ?                                                |
| 1990 | 1990                                             |                                                  | ?                                                | ?                                                |
| 2000 | 2000                                             |                                                  | 1.139                                            | 1.139                                            |
| 2009 | 2009                                             |                                                  | 1.086                                            | 1.086                                            |
| 2011 | 2011                                             |                                                  | 978                                              | 978                                              |
| 2017 | 2017                                             |                                                  | 971                                              | 971                                              |
| 2020 | 2020                                             |                                                  | 940                                              | 940                                              |
| Datenquelle: Historisches Gemeindeverzeichnis für Hessen: Die Bevölkerung der Gemeinden 1834 bis 1967. Wiesbaden: Hessisches Statistisches Landesamt, 1968. Weitere Quellen: bis 1970 LAGIS; Stadt Herringen; Zensus 2011 |                                                  |                                                  |                                                  |                                                  |

### Religionszugehörigkeit
| • 1885: | 0253 evangelische (= 99,61 %), ein katholischer (= 0,39 %) Einwohner |
| • 1961: | 1284 evangelische (= 79,80 %), 249 katholische (= 15,48 %) Einwohner |

## Politik
Für den Stadtteil Wölfershausen besteht ein Ortsbezirk (Gebiete der ehemaligen Gemeinde Wölfershausen) mit Ortsbeirat und Ortsvorsteher nach der Hessischen Gemeindeordnung. Der Ortsbeirat besteht aus sieben Mitgliedern. Bei Kommunalwahlen in Hessen 2021 lag die Wahlbeteiligung zum Ortsbeirat bei 49,68 %. Alle Kandidaten gehören der „Gemeinschaftsliste Wölfershausen“ an. Der Ortsbeirat wählte Helmut Fack zum Ortsvorsteher.

## Sehenswürdigkeiten
Für die unter Denkmalschutz stehenden Kulturdenkmäler des Ortes siehe die Liste der Kulturdenkmäler in Wölfershausen sowie Evangelische Kirche (Wölfershausen).